# Boscos de pluja montans del nord-oest de Ghats
Els Boscos de pluja montanes del nord-oest de Ghats o selva tropical de muntanya dels Ghats nord-occidentals és una ecoregió humida tropical de bosc de fulla ampla del sud-oest de l'Índia. Cobreix una àrea de 30.900 quilòmetres quadrats, estenent-se per l'espina dorsal de la serralada dels Ghats occidentals, des de Gujarat a l'extrem nord, per Maharashtra, Goa, i Karnataka al sud. La selva tropical de muntanya es troba per sobre dels 1000 metres d'altura, i està envoltada en les zones més baixes pels boscos humits de fulla caduca dels Ghats occidentals del Nord.
A diferència dels boscos de terres baixes, que es componen en la seva major part d'arbres de fulla caduca, la selva tropical de muntanya està composta predominantment per boscos de laurisilva de fulla perenne, dominada pels arbres de la família Lauraceae, incloent els gèneres Litsea, Phoebe i Cinnamomum.

## Àrees protegides
En 1997, 13 àrees protegides havien estat aprovades, tot cobrint una superfície de 3.990 km², equivalents al 13% de l'àrea total de l'ecoregió.
- Anshi National Park, Karnataka (80 km², parcialment en l'ecoregió de Forests decídues humides del nord-oest de Ghats)
- Santuari de Vida Salvatge de Bhadra, Karnataka (200 km², parcialment en l'ecoregió de Forests decídues humides del nord-oest de Ghats)
- Chandoli National Park, Maharashtra (80 km², parcialment en l'ecoregió de Forests decídues humides del nord-oest de Ghats)
- Dandeli Wildlife Sanctuary, Karnataka (1,060 km²)
- Koyna Wildlife Sanctuary, Maharashtra (160 km², parcialment en l'ecoregió de Forests decídues humides del nord-oest de Ghats)
- Kudremukh National Park, Karnataka (820 km²)
- Mookambika Wildlife Sanctuary, Karnataka (160 km², parcialment en l'ecoregió de Forests decídues humides del nord-oest de Ghats)
- Pushpagiri Wildlife Sanctuary, Karnataka (70 km², parcialment en l'ecoregió de Forests decídues humides del nord-oest de Ghats)
- Radhanagari Wildlife Sanctuary, Maharashtra (350 km²)
- Sharavati Valley Wildlife Sanctuary, Karnataka (370 km², parcialment en l'ecoregió de Forests decídues humides del nord-oest de Ghats)
- Shettihalli Wildlife Sanctuary, Karnataka (470 km²)
- Someshwara Wildlife Sanctuary, Karnataka (40 km²)
- Tansa Wildlife Sanctuary, Maharashtra (130 km², parcialment en l'ecoregió de Forests decídues humides del nord-oest de Ghats)

Una cadena de boscos protegits - Kiribag, Subrahmanya, Bisle, Bhagimaldi, Kagneri, Kanchankumari, Kempuhole, Moorkannugudda, Kabbinale, Shiradi Shisla i Miyar - s'estenen al llarg dels Ghats occidentals, connectant el parc Nacional d'Kudremukh al santuari de Vida Silvestre de Pushpagiri.
El 15 de desembre de 2012, el Consell de Vida Silvestre de Karnataka va recomanar que els boscos protegits de Bisle, Kaginahare i Kanchankumari al nord de Pushpagiri fossin inclosos en el santuari de Vida Silvestre de Pushpagiri. El Ministeri de Medi Ambient i Boscos també va donar suport a la proposta.
Al maig de 2014, el biòleg de vida silvestre Sanjay Gubbi va reiterar la crida per incloure aquests boscos a l'àrea protegida i va dir que la raó de la negativa del govern estatal de Karnataka a redissenyar aquesta reserva de boscos com un santuari de vida silvestre o parc nacional va ser "una conspiració per guanyar diners amb projectes de minicentrals hidroelèctriques".